# Merike Anderson
Merike Anderson (ur. 25 grudnia 1981 w Tartu) – estońska koszykarka, występująca na pozycjach rozgrywającej lub rzucającej, reprezentantka kraju w koszykówce 5x5 i 3x3, olimpijka. Po zakończeniu kariery zawodniczej została trenerką oraz nauczycielką wychowania fizycznego.
24 września 2006 została zawodniczką Lotosu PKO BP Gdynia. 6 lutego 2007 opuściła klub z Gdyni.

## Osiągnięcia
Na podstawie, o ile nie zaznaczono inaczej.

### Drużynowe
- Mistrzyni:
  - Belgii (2014–2019)[6][7][8][9][10][11]
  - Łotwy (2008)[12]
  - Finlandii (2006)[13]
  - Estonii (2000–2003, 2005)
  - Bułgarii (2013)[14]
- Wicemistrzyni:
  - Eurocup (2015)
  - Bałtyckiej Lidze Koszykówki (2011)
  - Estonii (2004, 2021, 2022)[15][16]
  - Łotwy (2009)[17]
- Brązowa medalistka mistrzostw Estonii (2007)
- 3. miejsce w Bałtyckiej Lidze Koszykówki (2009)
- Zdobywczyni pucharu:
  - Belgii (2014, 2015, 2017, 2019)[6][7][9][11]
  - Estonii (2001–2004)
  - Bułgarii (2013)[14]
  - Bałtyku Młodzieży (1998)
- Finalistka Pucharu Belgii (2016)[8]
- Uczestniczka międzynarodowych rozgrywek: 
  - Euroligi (2006–2009, 2015/2016, 2017/2018)
  - Eurocup (2012–2015, 2016/2017)
  - Superpucharu Europy FIBA (2016)

### Indywidualne
(* – nagrody przyznane przez portal eurobasket.com)
- Najlepsza:
  - estońska koszykarka (2005, 2006, 2008, 2010–2016, 2018)
  - zawodniczka:
    - ligi fińskiej (2006)*[13]
    - zagraniczna ligi fińskiej (2006)*[13]
    - występująca na pozycji obronnej ligi fińskiej (2006)*[13]
    - Tartumaa (2019)
- Zaliczona do*:
  - I składu:
    - ligi fińskiej (2006)[13]
    - zawodniczek zagranicznych ligi fińskiej (2006)[13]

  - składu honorable mention ligi bułgarskiej (2013)[14]
- Liderka strzelczyń ligi estońskiej (2022 – 15,7)[16]

### Reprezentacja
5x5
- Uczestniczka:
  - mistrzostw Europy dywizji B (2005, 2007, 2009, 2011)
  - kwalifikacji do Eurobasketu (2003, 2013, 2015, 2017, 2019, 2021, 2023)

3x3
- Wicemistrzyni igrzysk europejskich w koszykówce 3x3 (2019)
- Uczestniczka:
  - igrzysk olimpijskich 3x3 (2020 – 18. miejsce)
  - mistrzostw Europy 3x3 (2018 – 20. miejsce, 2021 – 14. miejsce)
  - kwalifikacji do:
    - igrzysk olimpijskich 3x3 (2021 – 13. miejsce)
    - mistrzostw Europy 3x3 (2018 – 6. miejsce, 2021 – 5. miejsce)

### Trenerskie
Asystentka
- Puchar Estonii (2023)